# Кендалл, Морис Джордж
Мо́рис Джордж Ке́ндалл (англ. Maurice George Kendall; 6 сентября 1907, Кеттеринг, Великобритания — 29 марта 1983, Редхилл, Суррей, Великобритания) — английский статистик.

## Биография
Родился в Кеттеринге. Изучал математику в Колледже Святого Иоанна в Кембридже, окончил с отличием по математике (англ. Mathematics Wrangler) в 1929 году. Поступил на службу в Министерство сельского хозяйства (англ. Ministry of Agriculture), где заинтересовался применением статистики. Одной из первых его работ было исследование урожайности с использованием факторного анализа. В 1934 году был избран членом Королевского статистического общества. С 1949 года преподаватель Лондонской школы экономики и политических наук. С 1961 года в течение двух лет возглавляет Королевское статистическое общество. В дальнейшем возглавил проект Всемирное обследование рождаемости (англ. World Fertility Survey) под патронажем Международного статистического института и Организации Объединённых Наций. В 1980 году ушёл на пенсию из-за болезни.
Морис Кендалл — автор многочисленных трудов по статистике и теории вероятностей. Его имя носит один из коэффициентов ранговой корреляции.

## Публикации
- The advanced theory of statistics, 1943
- Rank correlation methods, 1948.
- An introduction to the theory of statistics, 1968. (совместно с Джорджем Удни Юлом)
- Studies in the history of statistics and probability, 1969 (совместно с Эгоном Пирсоном)

### На русском языке
- Юл Джордж Эдни, Кендэл Морис Дж. Теория статистики / Пер. с англ. Под ред. Ф. Д. Лившица. — 14-е изд., пересмотр. и расшир. — М. : Госстатиздат, 1960. — 779 с. : черт.
- Кендэл Морис Дж., Стьюарт Алан. Теория распределений. — М.: Наука, 1966. — 566 с.
- Кендэл Морис Дж., Стьюарт Алан. Статистические выводы и связи. — М.: Наука, 1973. — 899 с.
- Кендэл Морис Дж., Стьюарт Алан. Многомерный статистический анализ и временные ряды. — М.: Наука, 1976. — 736 с.